# 安全儀表系統
安全儀表系統（Safety instrumented system）簡稱SIS，是指專門用在關鍵過程系統（Critical process systems）的功能安全儀表系統，其中包括了軟體及硬體。

## 例子
安全儀表系統常用在過程（例如石化、化工、核能）設備的防備機制，例如：
- 燃料氣壓太高，需關閉主燃料氣體閥
- 反應器溫度太高，需要開啟冷卻閥
- 蒸餾塔壓力太高，需開關洩壓閥。

## 關鍵過程系統
關鍵過程系統（critical process system）是指一個系統若開始運作後，若有發生運作上的問題，需要進入「安全狀態」以避免安全、健康和環境（SH&E）的不良後果。而「安全狀態」（Safe State）是指過程中的一種特殊條件，只要在此條件下，不論系統正在運作，或是已經關閉，都不會發生有危害的安全、健康和環境事件。
在工業時期之後，開始出現許多的關鍵過程系統，其中一個廣為人知的就是鍋爐。此過程的關鍵部份包括點燃燃燒器、控制鍋爐鼓中的水量高度，以及控制蒸氣的壓力。

## 需求規格
安全儀表系統要達成的（功能需求）以及其實現的程度（安全完整性需求）可以透過危害與可操作性分析 （HAZOP）、防护层分析（LOPA）、風險圖等方式來達成。在IEC 61511及IEC 61508中有提到這些相關的技術。在安全儀表系統設計、建構、安裝及運作時，需要驗證有符合這些需求。機能需求可以用設計審查來驗證，例如失效模式效應與關鍵性分析法（FMECA），也可以用其他的測試來驗證，例如出廠允收測試、現場允收測試以及定期的機能測試。
安全完整性需求可以用可靠度分析來確認。對於依需求運行的安全儀表系統，多半會以所計算的要求失效概率（probability of failure on demand，簡稱PFD）為準。若在設計階段，要求失效概率可以用通用的可靠度資料來計算（例如OREDA資料庫）。之後可以用現場的實際數據來更新一開始估計的要求失效概率。
透過可靠度計算，其實無法考慮到所有影響SIS可靠度的因素。因此需要採取適當的措施（例如對應的程序及處理能力）來預防、發現並且修正安全儀表系統相關的故障。

### 危害識別
正式的危害識別程序是由專案團隊的工程師及其他專家進行，在製程各部份（一般稱為操作單元）的工程設計階段完成時進行。團隊會針對已完成的工程設計中每一個可能有危害的部份（或稱為「節點」）進行系統性、嚴謹、程序式的審核。這個審核以及其產生的文件即為危害與可操作性分析（HAZOP）研究。HAZOP研究一般會發現一些系統的危害情況，有需要透過SIF進行進一步的風險緩解措施。藉由防护层分析（LOPA）或是其他被認可的方式，可以定義安全儀表功能（SIF）在對應情況下的完整性等級（Integrity Level，簡稱IL）。完整性等級可以分類為安全完整性等級（SIL）或環境完整性等級（Environmental Integrity Level、簡稱EIL）。根據HAZOP研究的建議以及SIF對應的IL程度，即可完成每一個操作單元的工程相關機能，包括基本過程控制系統（BPCS）以及安全儀表功能（SIF）的設計。

## 系統設計
安全儀表系統的設計目的是在有危險情形或是無法接受的情形下，進行特定的控制機能，使制程安全運作，或是維持在失效安全的條件下。安全儀表系統需和控制同一設備的其他控制系統獨立運作，以免安全儀表系統的機能受到影響。安全儀表系統的組成元件（像是传感器、逻辑求解器、执行器及其他控制元件）和其他基礎过程控制系統（BPCS）相同。不過這些元件的目的都是為了讓安全儀表系統正常運作。
安全儀表系統要進行的特定控制機能稱為「安全儀表機能」（Safety Instrumented Functions、SIF），是整個风险管理策略的一部份，其目的是消除以前識別到SH&E事件的可能性，SH&E事件可能小到設備的小幅損壞，大到不受控制的災難性能量及（或）物質釋放。
安全狀態需要有對應的時間規格，或是有「制程安全時間」（process safety time）的資訊。

### 裝置
若要安全儀表系統正確運作，需要一連串的設備都正常運作。其中一定會有感測異常運作條件的感測器，例如高流量、低水位或是不正確的閥門位置。需要逻辑求解器（logil solver）接收感測器的訊號，依訊號的特性進行適當的決策，以及依使用者定義的逻辑改變輸出狀態。逻辑求解器可以是電機型、電子型、或是可程式電子設備，像是继电器、跳脫放大器（trip amplifier）或是可程式邏輯控制器（PLC）等。之後，逻辑求解器輸出的變化會驅動最終控制元件，作用在制程上（例如關閉閥門），將其帶到安全的狀態。安全儀表系統會需要支援系統（例如動力、設備氣體及通訊等），其支援系統的設計需要滿足完整性及可靠度的要求。

## 國際標準
國際標準IEC 61511已在2003年發行，此標準是過程產業的終端用戶應用安全儀表系統的指南。此標準是以有關電子/電機/可程式電子系統的設計，架構及運行的通用標準IEC 61508為基礎。其他產業也有以IEC 6150為基礎的標準，例如機械業的IEC 62061、鐵路信號的IEC 62425、核能系統的IEC 61513以及車輛用的ISO 26262。

## 相關概念
以下詞語常和安全儀表系統一起出現，或是用來描述系統要求的安全程度：
- 關鍵控制系統（Critical control system）
- 安全關斷系統（Safety shutdown system）
- 保護性儀表系統（Protective instrumented system）
- 設備保護系統（Equipment protection system）
- 緊急關斷系統（Emergency shutdown system）
- 生命攸關系統（Safety critical system）
- 互锁（Interlock）
- 联锁（Interlocking）
- 環繞保護（Wrap around protection）
- 過程關斷系統（Process shutdown systems）

## 外部連結
- ANSI Standards （页面存档备份，存于） Purchase IEC 61511
- Safety Equipment Reliability Handbook, 4th Edition  for use in Safety Instrumented System (SIS) conceptual design verification in the process industry （页面存档备份，存于）
- ISA Standards Purchase ANSI/ISA 84.00.01-2004
- Center for Chemical Process Safety book, Guidelines for Safe and Reliable Instrumented Protective Systems
- Article about performance level d （页面存档备份，存于）
- Example Safety Requirement Specification (SRS) document